# Bangs (Texas)
Bangs é uma cidade localizada no estado norte-americano do Texas, no Condado de Brown.

## Demografia
Segundo o censo norte-americano de 2000, a sua população era de 1620 habitantes. 
Em 2006, foi estimada uma população de 1634, um aumento de 14 (0.9%).

## Geografia
De acordo com o United States Census Bureau tem uma área de 
3,6 km², dos quais 3,6 km² cobertos por terra e 0,0 km² cobertos por água.

## Localidades na vizinhança
O diagrama seguinte representa as localidades num raio de 32 km ao redor de Bangs. 